# Бхараникулангара, Куриакос
Куриакос Бхараникулангара (англ. Kuriakose Bharanikulangara, 1.02.1959 г., Индия) — архиепископ Сиро-малабарской католической церкви, первый ординарий епархии Фаридабада.

## Биография
18 декабря 1983 года Куриакос Бхараникулангара был рукоположён в священника и был назначен викарием в сиро-малабарском приход города Трипунитхура архиепархии Эрнакулама-Ангамали.
Обучался в Риме, где защитил диссертацию по каноническому праву восточных церквей. Закончил Папскую юридическую академию, после чего работал на дипломатической службе. Был постоянным наблюдателем Святого Престола при ООН.
После учреждения 6 марта 2012 года новой епархии Фаридабада был назначен первым ординарием этой епархии в статусе архиепископа ad personam.

## Источник
- Объявление о назначении (недоступная ссылка) (итал.)